# Donna, Texas
Donna là một thành phố thuộc quận Hidalgo, tiểu bang Texas, Hoa Kỳ. Năm 2010, dân số của xã này là 15798 người.

## Dân số
- Dân số năm 2000: 14768 người.
- Dân số năm 2010: 15798 người.